# Aldo Biffi
Aldo Biffi (Milano, 7 novembre 1910 – Sanremo, 9 luglio 1990) è stato un calciatore e allenatore di calcio italiano, di ruolo centrocampista.

## Carriera
Centrocampista centrale, giocò, tra le altre, per il Milan e il Venezia.

## Palmarès

### Giocatore

#### Competizioni nazionali
- Serie C: 1

Varese: 1939-1940 (girone C)